# Oud-Griekse architectuur
Dit is een historisch overzicht van de oud-Griekse architectuur. De architectuur van het oude Griekenland is vooral door de bouw van tempels en theaters bekend, maar is in het hele gebied terug te vinden waarin de oude Grieken hebben gewoond.

## Historisch inzicht

### Pre-helleense architectuur
Ondanks de grootscheepse opgravingen van Schliemann en Evans blijft onze kennis van de Minoïsche en Myceense architectuur relatief beperkt.
Knossos was een paleis op Kreta met meerdere verdiepingen. De woonvertrekken bevonden zich op de bovenverdiepingen, werkplaatsen, voorraadkamers en de vertrekken van de bedienden op de verdiepingen daaronder. Knossos hoorde strikt genomen niet tot de Griekse architectuur, maar tot de Minoïsche.

### Archaïsche periode
De monumentale bouwkunst ontwikkelde zich in de Archaïsche periode vanaf de 8e en de 7e eeuw v.Chr. door de bouw van tempels voor de goden, aanvankelijk met lemen of bakstenen muren, maar later met zuilen, balken en een houten dak. De houten elementen werden tegen het einde van de 7e eeuw door stenen elementen vervangen en er werden geleidelijk kostbaardere steensoorten als kalksteen en marmer gebruikt. De Dorische stijl had in het midden van de 6e eeuw op het vasteland en in Magna Graecia en de Ionische stijl op de kust van Klein-Azië zo veel invloed, dat men sindsdien van een Dorische en Ionische bouworde kan spreken.

### Klassieke periode
De vormen en proporties ontwikkelden zich tijdens de klassieke periode bij beide stijlen tot een weergaloze perfectie, die in de 5e eeuw v.Chr. haar hoogtepunt bereikte met de tempel voor Zeus in Olympia, het Parthenon, het Erechtheion en de tempel voor Nikè op de Akropolis in Athene. De Dorische stijl werd sinds de 4e eeuw nog slechts zelden toegepast, terwijl de Ionische een heropbloei beleefde in onder meer de nieuwe tempel voor Artemis van Efese, het Mausoleum van Halicarnassus, en de Athenatempel van Priëne.
Sinds de 6e eeuw v.Chr. verrezen naast tempels ook veel monumentale bouwwerken voor wereldlijke doeleinden. Deze bouwkunst ontwikkelde eigen vormen, afhankelijk van de functie van de gebouwen zelf, door de voor tempels gebruikelijke bouworden te gebruiken. De Griekse architecten hebben op dit terrein indrukwekkende prestaties geleverd met de bouw van propyleeën, theaters en odeions, gymnasia en stoa's, of overdekte zuilenhallen, die weldra een wezenlijk bestanddeel van de Griekse steden zouden uitmaken.
Het Korinthische kapiteel is volgens de overlevering op het einde van de 5e eeuw door de beeldhouwer Callimachus bedacht, waaruit de Korinthische bouworde ontstond, in de grond niets anders dan een variant van de Ionische. Het Korinthische kapiteel werd voor zover bekend voor het eerst door Ictinus gebruikt in het interieur van de Apollotempel te Bassae, maar in de tweede helft van de 4e eeuw verscheen hij steeds vaker aan de buitenkant van nieuwe bouwwerken.
De Griekse tempelbouw rekent men tot een vorm van stapelbouw omdat de verschillende bouwonderdelen geleidelijk aan op elkaar gestapeld worden om tot een bouwwerk te komen. Dit heeft beperkingen voor de afstand tussen de zuilen omdat de lengte van de architraaf die aan buigspanningen is onderworpen, beperkt moet worden. De Romeinse tempelarchitecten introduceerden daarna de boog en de koepel om grotere overspanningen te bereiken.
Het Theater van Epidaurus is het best bewaarde theater uit het oude Griekenland. Het was aan de aan Asklepios gewijde plaats verbonden, de god van de geneeskunde, en lag in het antieke Epidaurus.

### Renaissance en classicisme
De Griekse bouwkunst werd samen met de Romeinse architectuur eerst in de renaissance en later in het classicisme weer herontdekt. Minder algemeen bekend is de invloed van de Griekse bouwkunst op de eigentijdse stedenbouw. De zogenaamde gridsteden als Barcelona, Manhattan, Chicago en vele andere steden zijn vaak bewust geïnspireerd op het schaakbordpatroon van de oude Ionische steden als Milete en Priëne.

## Enkele technische aspecten

### Grondplan

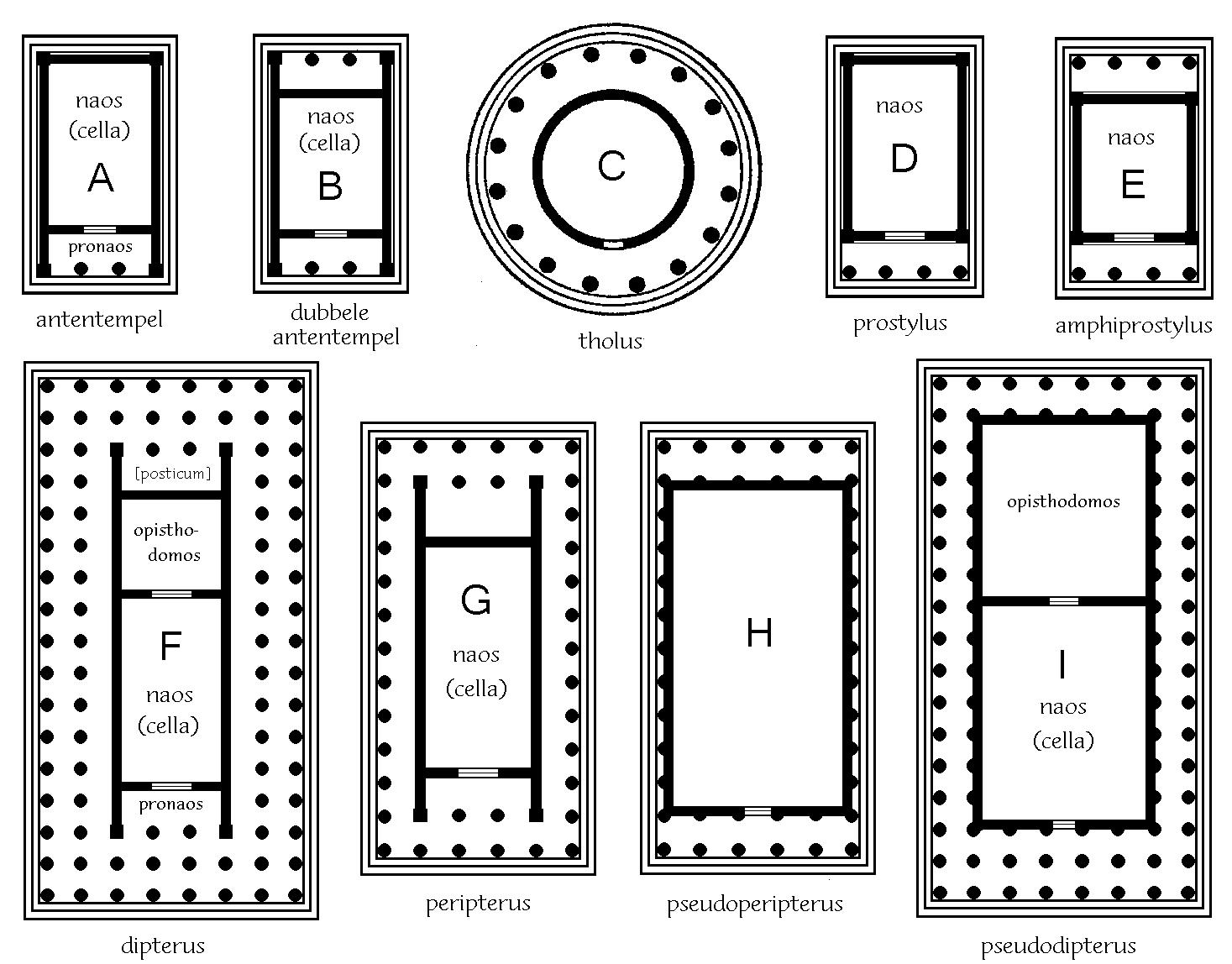
Plattegrondschema's van de klassieke tempeltypen

Het klassieke tempelplan heeft zich ontwikkeld uit het megaron, een vierkant woonvertrek, waarvan de zijmuren aan de voorkant met anten werden verlengd. Als tussen deze anten dan nog zuilen stonden, bij voorkeur een even aantal, krijgt men de oervorm van een klassieke tempel: een antentempel [A], of een dubbele antentempel [B].
Andere mogelijkheden:
- de prostylos [D] heeft vrijstaande zuilen aan de voorgevel, de amfiprostylos [E] aan de voor- en achtergevel.
- de peripteros [G] is volledig omgeven door een vrijstaande zuilenrij, de dipteros [F] zelfs door een dubbele zuilenrij.
- de pseudoperipteros [H] is in feite een amphiprostylos met halfzuilen tegen de zijmuren, maar was zeldzaam.
- de pseudodipteros [I] is een pseudoperipteros die nog eens door een vrijstaande zuilenrij is omgeven.

De Grieken kenden ook de tholos of rondtempel [C], die terug lijkt te gaan op de pre Helleense koepelbouw. Het Schathuis van Atreus te Mycene is er een voorbeeld van.

### Verhoudingen
- De tempels waren in de Archaïsche periode eerst veel langer dan dat zij breed waren, bijvoorbeeld de Tempel van Hera in Olympia, maar dat veranderde in de klassieke periode naar een verhouding waarin de lengte twee keer de breedte was.
- Het aantal zuilen in de breedte, een even getal in de klassieke periode, bepaalde het type plattegrond, er waren tempels met vier, zes, acht en tien zuilen. Het Parthenon is een bijvoorbeeld een Dorische peripterus met acht zuilen.
- Het aantal zuilen in de lengte was in de regel twee keer het aantal zuilen in de breedte plus een.

### Optische correcties
Er werden in de Dorische orde soms optische correcties toegepast, vooral bij tempels van grotere afmetingen, zoals bij het Parthenon.
- De hoekzuilen staan minder ver van elkaar dan de andere zuilen. Dat was om te verhinderen dat ze afgezonderd en dun zouden lijken, een effect dat door het felle licht van de zon in Griekenland nog werd versterkt.
- De zuilen hellen lichtjes naar binnen om de indruk te vermijden dat ze 'naar buiten hellen'.
- De horizontale lijnen werden licht convex uitgetekend om de indruk van 'doorbuigen' tegen te gaan.
- De zuilen aan de zijgevels staan dichter bij elkaar dan die van de voorgevel om de overdreven 'lengte-indruk' te vermijden.

## Gebouwen

### Griekse huizen
De meeste rijke mensen hadden vloeren met mozaïek, de vloeren van de armere bevolking bestonden uit aangestampte aarde. Mozaïek is een Griekse uitvinding. De muren werden gepleisterd en hadden soms vrolijk gekleurde wandtapijten, die door de vrouwen des huizes waren gemaakt. De muren werden ook weleens door een decorschilder geschilderd. Er werd in die tijd al veel in perspectief geschilderd.
In een Grieks huis waren verschillende delen te onderscheiden:
- de opslagplaats
- de keuken
- het mannenverblijf, ook andron genoemd
- het vrouwenverblijf of gynaeceum
- de badkamer
- de slaapkamer

Een huis werd ook gebouwd rond de binnenplaats waar een waterput, waterbak of een altaar voor Hestia, de godin van de haard, stond. Men gebruikte materialen zoals opgedroogde lemen stenen. Het gebeurde ook dat er twee verdiepingen werden gemaakt. De ramen waren hoog, voornamelijk tegen het stof, de hitte en de dieven. De andron lag aan de voorkant en diende ook als ontvangstruimte. Iedereen kon er in en uit lopen. Het vrouwenverblijf was daarentegen verder achter in het huis en moeilijker te bereiken. De kinderkamers en de slavenverblijven grensden aan het gynaeceum.

### Regeringsgebouwen
Er waren drie soorten regeringsgebouwen:
- Het bouleuterion diende om in te vergaderen. Er waren zo'n 500 zitplaatsen voor de boulè, de raad van 500. De zitplaatsen waren uit steen gehouwen.
- Het Oude Bouleuterion, een opslagplaats voor de officiële verslagen en staatsdocumenten.
- De tholos. Hier vond men de Prytanen terug, de mensen die in de Tholos leefden en toezichters waren op het gebruik van de gestandaardiseerde maten en gewichten. Er waren tafels, bedden en een keuken.

### Tempels
De Griekse tempels hadden allemaal ongeveer dezelfde plattegrond. Er was bij de ingang een grote zaal met daarbij het altaar. Iedereen kon daar het zien. Daarachter was de naos met een standbeeld van de aanbeden god. Achter de naos was nog een klein kamertje waar de heilige vaten en gewaden werden opgeborgen. In en om de tempel waren zuilen. Het hing van de cultuur af hoe die eruitzagen. Die van de Doriërs waren nogal vierkant en hoekig, de kopstukken bij de Ioniërs waren gekruld en de Korinthiërs hadden er ook tamelijk vierkante zuilen, maar met fijne versiering. Er waren ook veel versieringen zoals fresco's, friezen en standbeelden die ook in felle kleuren waren geschilderd.

## Voorbeelden

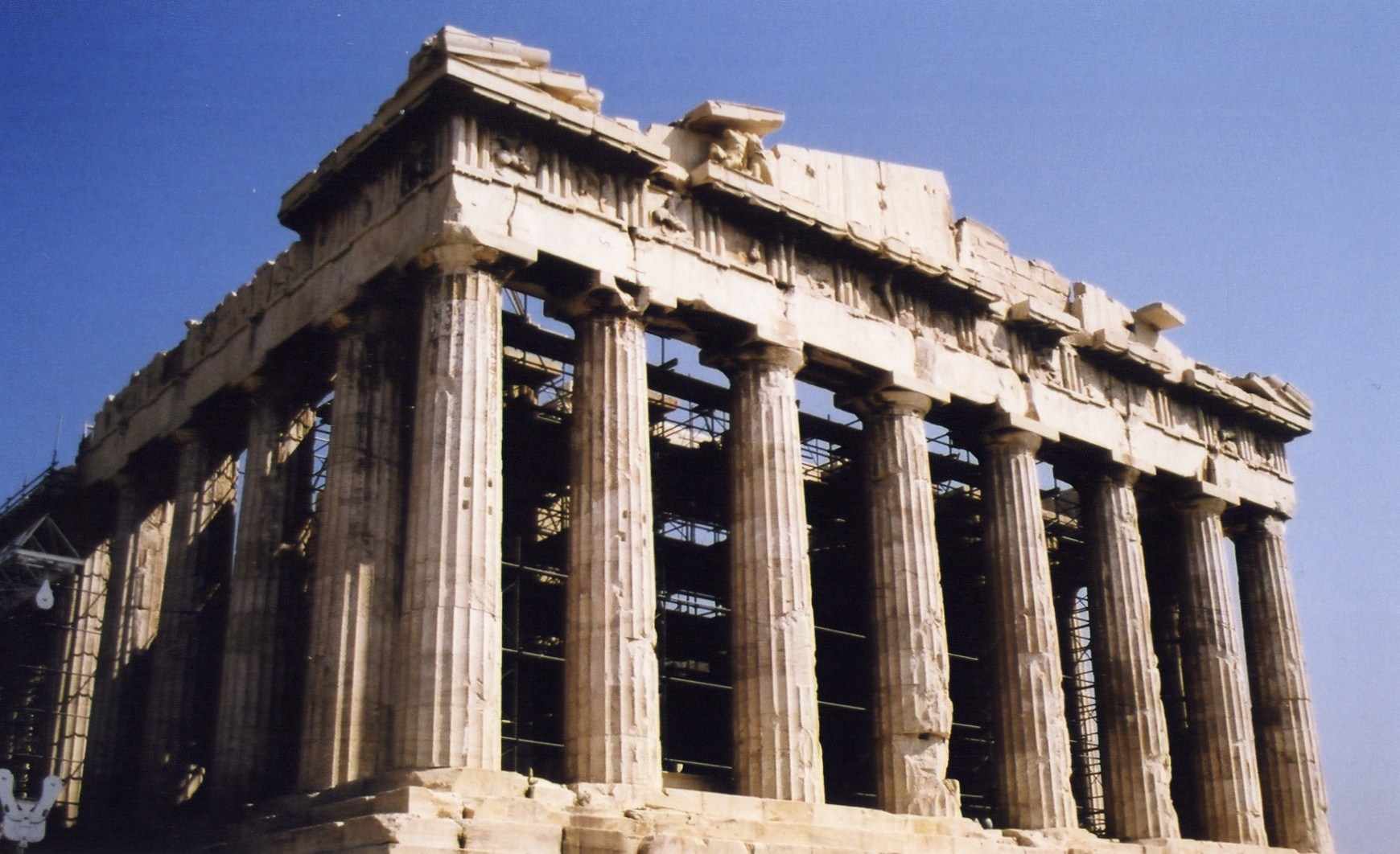
Parthenon
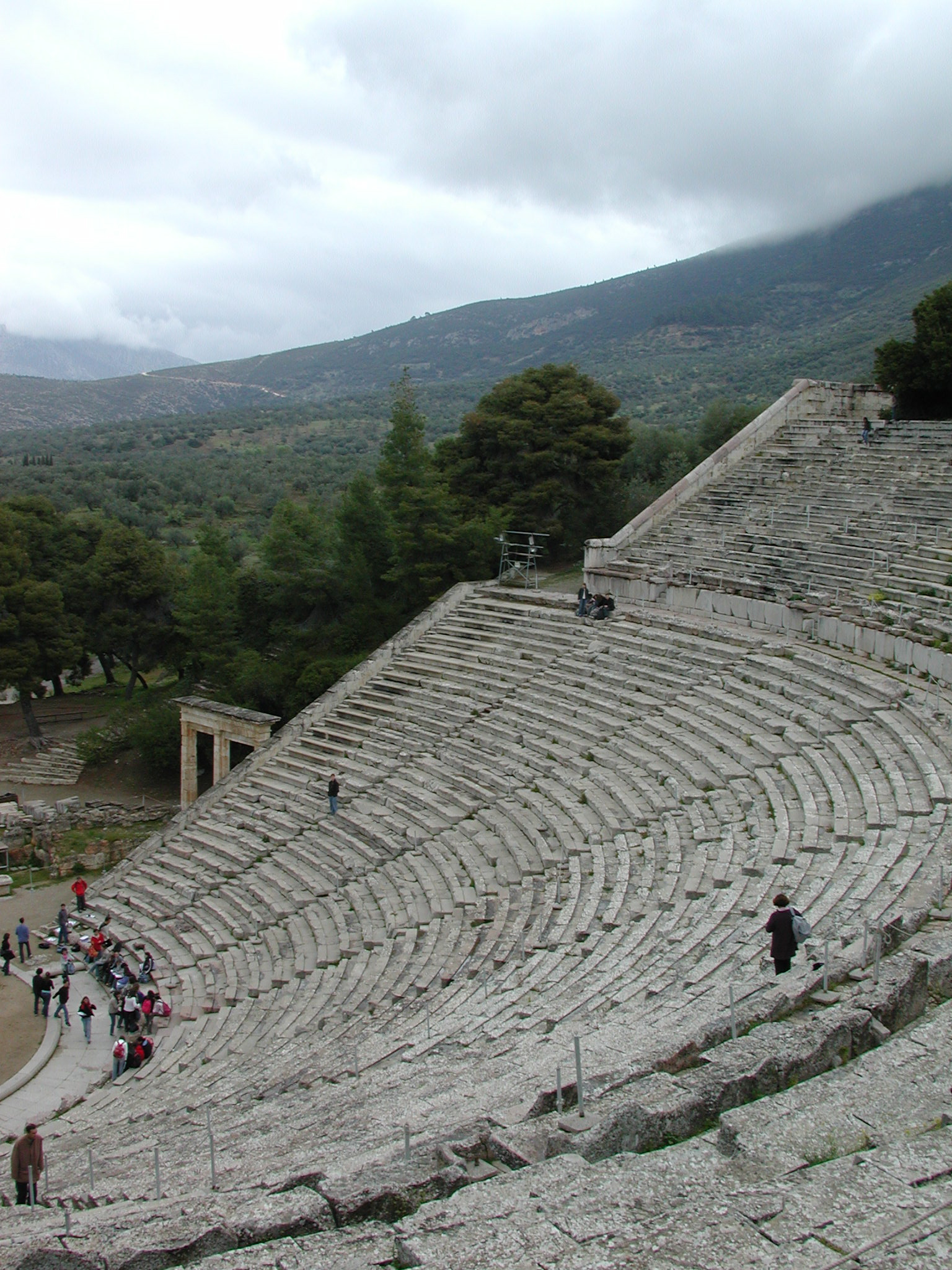
Theater van Epidaurus

## Vaktermen
- Entasis
- Metope
- Stylobaat
- Triglief
- Voluut

aardewerk · architectuur · beeldhouwkunst · literatuur · muziek · schilderkunst